# Stilbops belokobylskii
Stilbops belokobylskii är en stekelart som beskrevs av Dmitriy R. Kasparyan och Kuslitzky 1999. Stilbops belokobylskii ingår i släktet Stilbops och familjen brokparasitsteklar. Inga underarter finns listade i Catalogue of Life.